# John Walters (Jurist)
John Robert Walters (* 7. Juli 1956 in Karasburg, Südwestafrika) ist eine namibischer Jurist. Er war von 2002 bis 2003 kommissarischer Generalstaatsanwalt (Prosecutor-General), von 2004 bis 2021 war er Ombudsmann.

## Lebensweg

### Kindheit und Bildung
Walters besuchte ab 1972 die Dr Lemmer High School in Rehoboth und erhielt drei Jahre später seinen Sekundarabschluss. Er wollte ursprünglich Medizin studieren, erhielt aber die in der Apartheid nötige Sondergenehmigung als Coloured nicht. Er studierte schlussendlich Rechtswissenschaften an der University of the Western Cape (UWC) im südafrikanischen Kapstadt. Dort erhielt er 1980 einen Bachelor of Laws.

### Berufslaufbahn
1981 begann Walters seine Karriere als Staatsanwalt in Keetmanshoop am Magistratsgericht. 1985 wurde er Magistrat in Windhoek und stieg 1990 in das Büro des Prosecutor-General auf. Walters war anfänglich einer von nur zwei nicht-weißen Anwälten in Südwestafrika. Von 1996 bis 2002 arbeitete Walters im Privatsektor, ehe er von 2002 bis 2003 als Generalstaatsanwalt agierte. Im Juli 2004 wurde Walters zum dritten namibischen Ombudsmann ernannt. Diese Position hielt er bis zu seine Pensionierung 2021.
Walter wurde 2021 Vizepräsident des International Ombudsman Institute und stieg zwei Jahre später zum Präsidenten des IOI auf.

### Privatleben
Walters ist mit Althia verheiratet. Er hat vier Brüder und drei Schwestern. Walters war schon ab 1973 dem Rugbysport verschrieben und wurde nach seiner aktiven sportlichen Laufbahn im Jahr 1990 Vizepräsident der Namibia Rugby Union. Das Amt legte er 1994 nieder. Auch im Aufsichtsrat der Namibia Sports Commission war Walters aktiv.